# 中央信号場

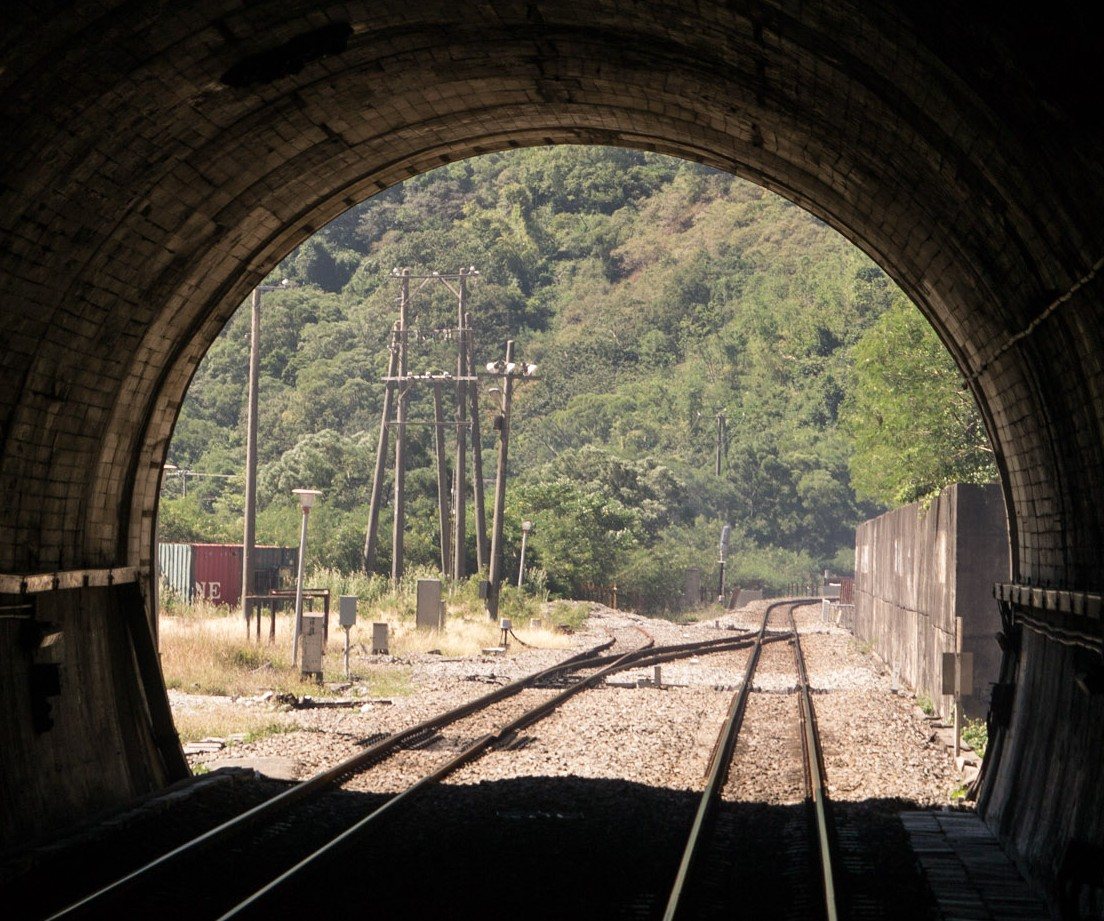
茶留凡山を貫く南廻線中央トンネルの西口付近より隣接する中央信号場方向を見る

中央信号場（ちゅうおうしんごうじょう）は台湾屏東県獅子郷にある台湾鉄路管理局南廻線の信号場である。

## 駅の構造
- 鉄道の自動制御設備の建屋があるのみ。この信号場から東側に隣接する中央トンネルを経て古荘信号場までの間が複線になっており、枋寮の側が単線、台東の側が複線になっている。
- 列車の衝突防止のため、安全側線がある。
- 無人信号場であり、枋野駅から遠隔操作されている。

## 駅の周辺
- 南廻線の深山の秘境駅であり、近くに人家はなく、通信も圏外となっている。
- 両側を枋野3号トンネルと中央トンネルに挟まれている。

## 歴史
- 1992年10月5日 - 設置。

## 隣の駅
台湾鉄路管理局
南廻線
枋野駅 - 中央信号場 - 菩安信号場 - 古荘信号場 - 大武駅